# Charles Monnet
Pour les articles homonymes, voir Monnet.
Charles Monnet, né le 10 janvier 1732 à Paris et mort dans la même ville le 19 mars 1819, est un peintre, dessinateur et illustrateur français.

## Biographie
Élève de Restout, Charles Monnet remporte le premier prix de peinture de l’Académie Royale en 1765. Nommé peintre du roy, il réalise notamment deux compositions mythologiques pour les dessus-de-portes de la salle à manger du Petit Trianon de Versailles, Borée et Orythie et Zéphyr et Flore livrées en 1768. Bien que lauréat de l’Académie Royale, il n'y sera jamais reçu, mais seulement agréé. Il a régulièrement exposé au Salon. Il a terminé sa carrière comme professeur de dessin à l'école de Saint-Cyr.

## Œuvre
Peintre et dessinateur prolifique, Charles Monnet est l'un des plus célèbres illustrateurs de la fin du XVIIIe siècle. Il est particulièrement connu pour ses illustrations gravées par Heinrich Guttenberg (Le patriotisme des habitants de Calais, 1784), par Pierre Duflos le Jeune en 1785 pour l'Abrégé de l'histoire universelle en figures de Jean-François Vauvilliers, de la Révolution française – quinze planches d'eaux-fortes gravées par Duclos et Duplessis-Bertaux – et celles de l'histoire de France sous l'Empire. Il a également illustré une partie de l'édition Basan et Le Mire des Métamorphoses d'Ovide (1767-1771), puis, avec Moreau, Marillier et Pietro Antonio Martini, les Romans et contes de Voltaire en 1778, les Œuvres de Salomon Gessner en 1790, la première édition des œuvres complètes d'Antoine Bertin, gravé par Jean-Louis Anselin (1791), et Les Liaisons Dangereuses de Laclos (avec le graveur Philippe Trière) dans son édition de 1796 (Londres). Son Portrait de Claude Fleury a été gravé par Jean-César Macret.
Le musée de la Révolution française possède de nombreuses estampes de Charles Monnet.

## Décès
Monnet meurt au 99, rue de Chaillot le 19 mars 1819, âgé de 87 ans et deux mois, à l'Institution de Sainte-Perrine, dans l'ancien 1er arrondissement de Paris.